# Critics’ Choice Movie Award/Bester Hauptdarsteller
Seit 1996 wird bei den BFCA der beste Hauptdarsteller des vergangenen Filmjahres geehrt.

## Preisträger
| Jahr        | Preisträger            | Film                                                      |
| ----------- | ---------------------- | --------------------------------------------------------- |
| 1996        | Kevin Bacon            | Murder in the First                                       |
| 1997        | Geoffrey Rush          | Shine – Der Weg ins Licht                                 |
| 1998        | Jack Nicholson         | Besser geht’s nicht                                       |
| 1999        | Ian McKellen           | Gods and Monsters und Der Musterschüler                   |
| 2000        | Russell Crowe          | Insider                                                   |
| 2001        | Russell Crowe          | Gladiator                                                 |
| 2002        | Russell Crowe          | A Beautiful Mind – Genie und Wahnsinn                     |
| 2003        | Jack Nicholson         | About Schmidt                                             |
| 2003        | Daniel Day-Lewis       | Gangs of New York                                         |
| 2004        | Sean Penn              | Mystic River                                              |
| 2005        | Jamie Foxx             | Ray                                                       |
| 2006        | Philip Seymour Hoffman | Capote                                                    |
| 2007        | Forest Whitaker        | Der letzte König von Schottland – In den Fängen der Macht |
| 2008        | Daniel Day-Lewis       | There Will Be Blood                                       |
| 2009        | Sean Penn              | Milk                                                      |
| 2010        | Jeff Bridges           | Crazy Heart                                               |
| 2011        | Colin Firth            | The King’s Speech                                         |
| 2012        | George Clooney         | The Descendants – Familie und andere Angelegenheiten      |
| 2013        | Daniel Day-Lewis       | Lincoln                                                   |
| 2014        | Matthew McConaughey    | Dallas Buyers Club                                        |
| 2015        | Michael Keaton         | Birdman oder (Die unverhoffte Macht der Ahnungslosigkeit) |
| 2016 (Jan.) | Leonardo DiCaprio      | The Revenant – Der Rückkehrer                             |
| 2016 (Dez.) | Casey Affleck          | Manchester by the Sea                                     |
| 2018        | Gary Oldman            | Die dunkelste Stunde                                      |
| 2019        | Christian Bale         | Vice – Der zweite Mann                                    |
| 2020        | Joaquin Phoenix        | Joker                                                     |
| 2021        | Chadwick Boseman       | Ma Rainey’s Black Bottom                                  |
| 2022        | Will Smith             | King Richard                                              |
| 2023        | Brendan Fraser         | The Whale                                                 |
| 2024        | Paul Giamatti          | The Holdovers                                             |
| 2025        | Adrien Brody           | Der Brutalist                                             |